# 托霍蘭皮

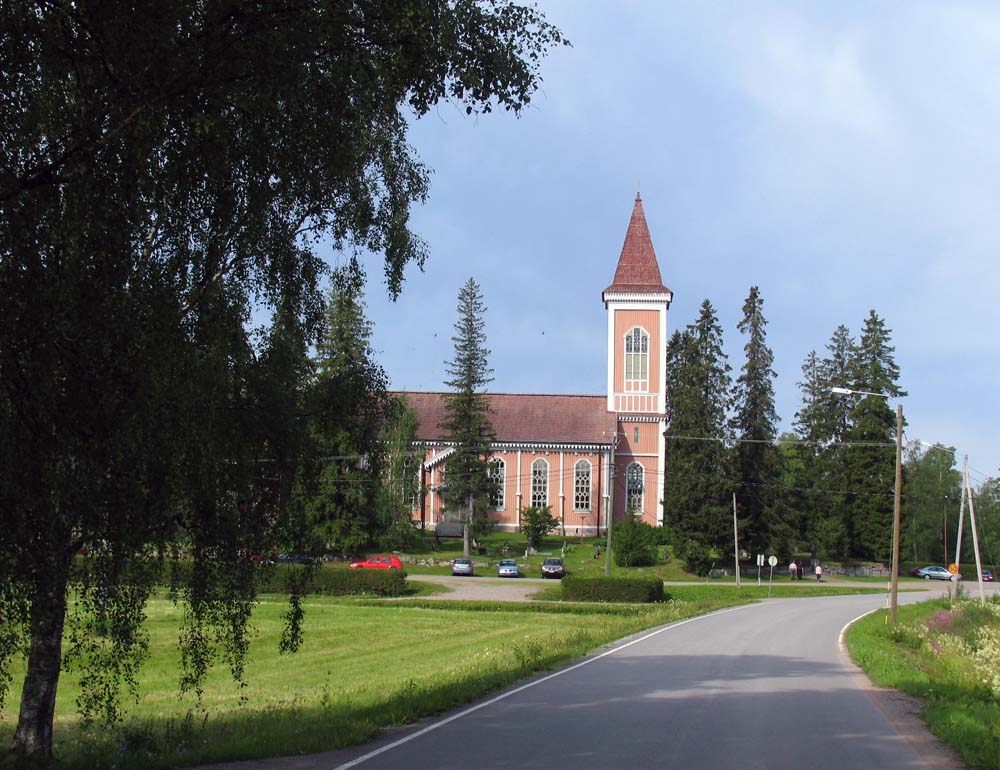

托霍蘭皮是芬蘭的城鎮，位於該國西部，由中博滕區負責管轄，始建於1865年，面積617平方公里，最高點海拔高度159米，2013年人口3,480，人口密度為每平方公里5.72人。

## 外部連結
- Municipality of Toholampi （页面存档备份，存于） – Official website